# Луле-саамский язык

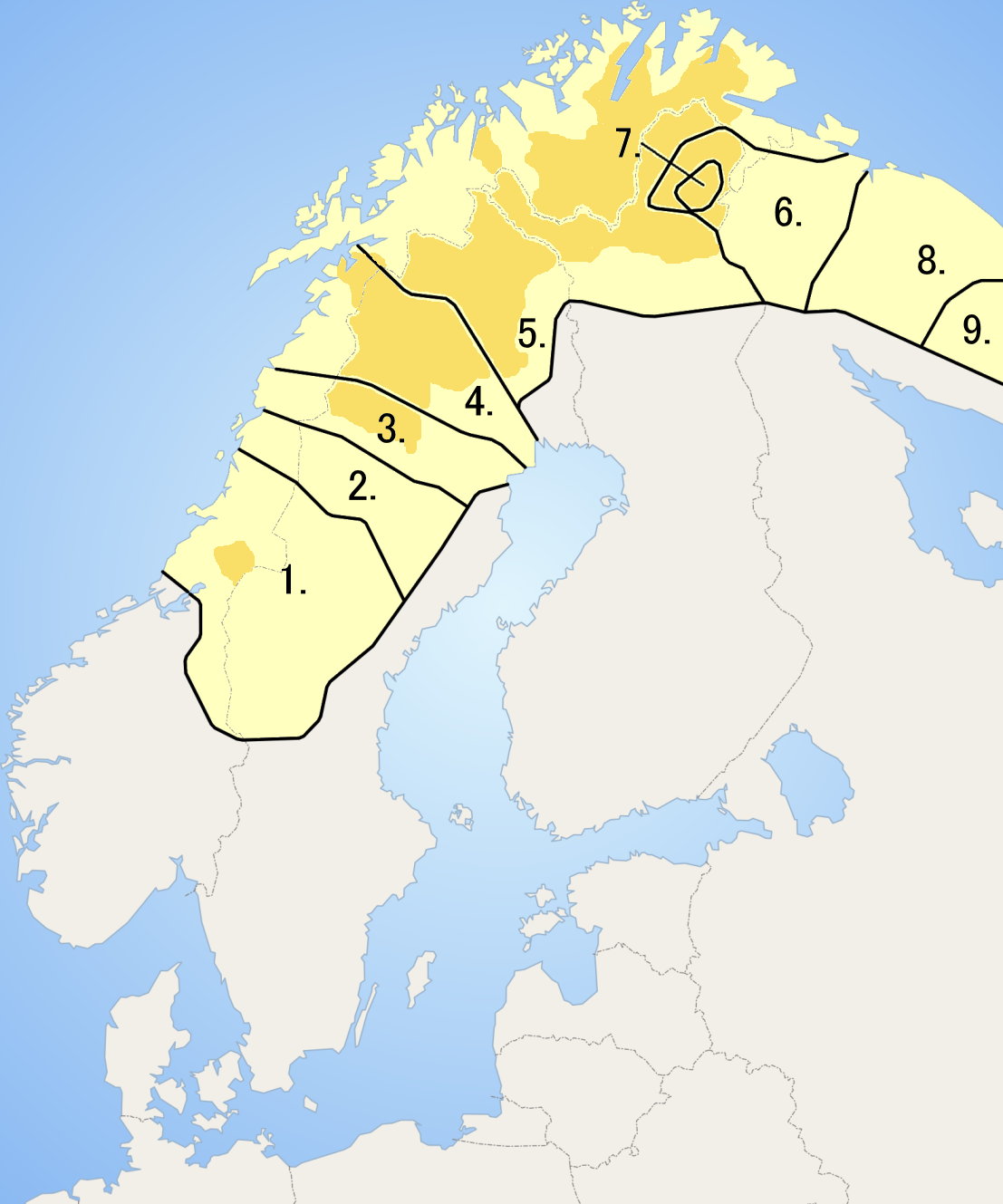
Карта исторически засвидетельствованных территорий распространения ареалов различных современных саамских языков (границы показаны условно, в некоторых регионах одновременно распространены несколько саамских языков): южносаамский (1), уме-саамский (2), пите-саамский (3), луле-саамский (4), северносаамский (5), колтта-саамский (скольт) (6), инари-саамский (7), кильдинский саамский (кольско-саамский) (8), йоканьгско-саамский (терско-саамский) (9).
Более тёмной заливкой показаны муниципалитеты (коммуны, общины), в которых один или несколько саамских языков имеют официальный статус

Луле-саамский язык — саамский язык, распространённый в историческом районе Луле-лаппмарк, в том числе вдоль реки Лулеэльвен в Швеции (лен Норрботтен) и в норвежской провинции Нурланн, в частности в муниципалитетах Тюсфьорд, Хамарёй и Сёрфолл. Письменность — на основе латинского алфавита. Число носителей языка — не более 2000 человек.

## Письменность
Письменность — на основе расширенного латинского алфавита. Дополнительные знаки — Ń/ń для носового звука [ŋ] (как в английском слове song) и Á/á.

## Статус, современное состояние языка
Луле-саами является вторым по количеству носителей саамским языком. На нём говорит 1500—2000 человек, однако среди младшего поколения численность говорящих на родном языке сокращается. В 1983 году язык был стандартизирован и с тех пор ведётся работа по его сохранению. Большую роль в этом процессе играет Árran, луле-саамский культурный центр в посёлке Драг в коммуне Тюсфьорд. Árran занимается изданием книг, при центре действуют обучающие курсы луле-саамского языка. В стадии разработки находится крупный проект Sámasta — онлайн-курс луле-саамского языка. С 1999 года культурным центром издаётся научно-популярный журнал Bårjås, в котором публикуются статьи на луле-саамском, норвежском и шведском языках (у статей на норвежском и шведском имеются анонсы на луле-саамском).
16—17 февраля 2012 года в шведском Йокмокке состоялась конференция, посвящённая луле-саамскому языку. На ней обсуждались методики обучения языку, в том числе дистанционные способы обучения, а также проблемы нехватки преподавателей и учебных материалов.

## Лингвистическая характеристика

### Падежи
В луле-саамском языке имеется семь падежей:
Именительный
Используется в подлежащем и сказуемом, не имеет аффиксов. Именительный падеж множественного числа совпадает по форме с родительным падежом единственного числа.
Родительный
Родительный падеж единственного числа не имеет аффиксов и совпадает с именительным множественного числа. Родительный падеж множественного числа образуется добавлением -j. Родительный падеж используется для обозначения владения, с предлогами и послелогами.
Винительный
Падеж прямого дополнения. Образуется в единственном числе добавлением -v, а во множественном -t перед суффиксом множественного числа -j.
Инессив
Используется для обозначения места или владельца. В единственном числе образуется добавлением -n. Во множественном образуется добавлением -n перед суффиксом множественного числа -j.
Иллатив
Используется для обозначения направления, получателя и непрямого дополнения. Образуется в единственном числе добавлением -j, а во множественном -da перед суффиксом множественного числа -i (совпадает с винительным падежом множественного числа).
Элатив
Используется для обозначения происхождения. В единственном числе образуется добавлением -s. Во множественном образуется добавлением -s перед суффиксом множественного числа -j.
Комитатив
Используется для указания, совместно с кем или чем происходит действие. В единственном числе образуется добавлением -jn, во множественном — добавлением -j (совпадает с родительным падежом множественного числа).

### Местоимения
Личные местоимения имеют три числа — единственное, двойственное и множественное. В таблице показаны личные местоимения в именительном и родительном/винительном падежах.
|                  | перевод    | Именительный | перевод     | родительный |
| ---------------- | ---------- | ------------ | ----------- | ----------- |
| 1-е лицо (ед.ч.) | я          | mån          | мой         | muv         |
| 2-е лицо (ед.ч.) | ты         | dån          | твой        | duv         |
| 3-е лицо (ед.ч.) | он, она    | sån          | его, её     | suv         |
| 1-е лицо (дв.ч.) | мы (двое)  | måj          | наш (двоих) | munnu       |
| 2-е лицо (дв.ч.) | вы (двое)  | dåj          | ваш (двоих) | dunnu       |
| 3-е лицо (дв.ч.) | они (двое) | såj          | их (двоих)  | sunnu       |
| 1-е лицо (мн.ч.) | мы         | mij          | наш         | mijá        |
| 2-е лицо (мн.ч.) | вы         | dij          | ваш         | dijá        |
| 3-е лицо (мн.ч.) | они        | sij          | их          | sijá        |

В следующей таблице представлено склонение личных местоимений первого лица двойственного и множественного числа:
|              | Единственное | Двойственное | Множественное |
| ------------ | ------------ | ------------ | ------------- |
| Именительный | sån          | såj          | sij           |
| Родительный  | suv          | sunnu        | sijá          |
| Винительный  | suv          | sunnuv       | sijáv         |
| Инессив      | sujna        | sunnun       | siján         |
| Иллатив      | sunji        | sunnuj       | sidjij        |
| Элатив       | sujsta       | sunnus       | sijás         |
| Комитатив    | sujna        | sunnujn      | sijájn        |

### Глаголы
В луле-саамском глаголы имеют следующие формы:
- 3 лица: первое, второе и третье
- 4 наклонения: изъявительное, повелительное, условное и потенциальное
- 3 числа: единственное, двойственное и множественное
- 4 формы времени: 2 простых (прошедшее и непрошедшее) и 2 сложных (перфект и давнопрошедшее время).

#### Отрицательные формы глаголов
В луле-саамском, как в других саамских, а также в прибалтийско-финских языках, существуют особые отрицательные глагольные конструкции, спрягающиеся по наклонениям (изъявительное, повелительное и оптативное), лицам (первое, второе и третье) и числам (единственное, двойственное и множественное).